# Danh sách nhân vật trong Genshin Impact
Genshin Impact là một trò chơi hành động nhập vai sinh tồn phiêu lưu trong thế giới mở do miHoYo của Trung Quốc phát triển. Genshin Impact là IP được miHoYo phát triển tiếp nối sau IP trước là series Honkai. Trò chơi ra mắt chính thức vào ngày 28 tháng 9 năm 2020 trên các nền tảng Android, iOS, Microsoft Windows, PlayStation 4, PlayStation 5, thời điểm ra mắt chính thức trên Nintendo Switch chưa được thông báo.
Trong trò chơi có một lượng lớn nhân vật được tạo ra, dưới đây liệt kê các nhân vật và một số thông tin về họ.

## Nhân vật chính
Người chơi sẽ vào vai một trong hai nhà lữ hành, chu du khắp bảy quốc gia trên lục địa Teyvat để tìm lại người thân của mình.
- Nhà lữ hành nam: Aether
- Nhà lữ hành nữ: Lumine

## Các nhân vật khác

### Mondstadt
- Venti: Một nhà thơ lang thang của thành Mondstadt. Cậu có tính cách tự do, vui tươi và đặc biệt thích uống rượu. Với tài năng âm nhạc của mình. Venti đã ba lần giành được danh hiệu "Nhà thơ nổi tiếng nhất Mondstadt". Cậu luôn gặp khó khăn trong vấn đề tài chính cá nhân và thường lén lấy đồ ăn từ Tửu trang Dawn, cũng như thuyết phục những người đến nghe hát trả phí bằng rượu. Venti là hiện thân hiện tại của Phong Thần Barbatos, được biết đến là một vị thần thường xuyên vắng mặt trong thành phố do mình cai quản.
- Jean Gunnhildr: Chị gái của Barbara và là hậu duệ của gia tộc Gunnhildr danh giá, Jean là Đội Trưởng Đại Diện của Đội Kỵ Sĩ Tây Phong. Cô luôn xử lý vấn đề bất ổn trên khắp Mondstadt và làm việc không mệt mỏi để đem lại yên bình cho Thành phố Tự do này[2][3]. Là con gái của Frederica Gunnhildr và Seamus Pegg, khi cha mẹ li thân, Jean đã theo mẹ, lấy họ Gunnhildr và tiếp nối dòng dõi hiệp sĩ kiêu hãnh của gia tộc.
- Barbara Pegg: Mục sư tế lễ của Đại Giáo Đường Tây Phong và tự xưng là "thần tượng" sau khi học chúng từ nhà thám hiểm Alice. Cô là con gái của Frederica Gunnhildr và Seamus Pegg, và là em gái của Jean. Khi cha mẹ li thân, Barbara đã theo cha, lấy họ Pegg và tiếp bước ông gia nhập Đại Giáo Đường Tây Phong.
- Amber: Kỵ sĩ Trinh thám duy nhất của Đội Kỵ Sĩ Tây Phong. Cô luôn sẵn sàng giúp đỡ bất cứ người dân nào ở Mondstadt - từ những việc đơn giản nhất cho đến những nhiệm vụ khó khăn.
- Lisa Minci: Pháp sư mạnh mẽ với biệt danh "Ma nữ tường vi", được công nhận là sinh viên xuất sắc nhất của Giáo viện Sumeru trong 200 năm qua. Sau khi tốt nghiệp Giáo viện, Lisa đã trở lại Mondstadt và trở thành người quản lý thư viện của Đội Kỵ Sĩ Tây Phong.
- Kaeya Alberich: Đội Trưởng Kỵ Binh của Đội Kỵ Sĩ Tây Phong. Anh được người dân của Mondstadt quý trọng và yêu mến dù tính cách lập dị và ẩn giấu nhiều bí mật. Khi còn nhỏ, Kaeya đã bị cha ruột của mình bỏ lại trước Tửu trang Dawn. Sau đó, anh được cha của Diluc mang về và nhận làm con nuôi. Kaeya có xuất thân từ Khaenri'ah, một vùng đất đã bị phá hủy từ lâu do các vị thần
- Diluc Ragnvindr: Lão gia của Tửu Trang Dawn. Anh xuất thân từ gia tộc Ragnvindr giàu có thuộc giới quý tộc của Mondstadt. Một biến cố trong quá khứ đã khiến Diluc rời Đội Kỵ Sĩ Tây Phong, nhưng anh vẫn tiếp tục bảo vệ Mondstadt theo cách riêng của mình. Diluc là anh trai không cùng huyết thống của Kaeya và hai người thường có xích mích với nhau.
- Razor: Bị bỏ rơi từ khi còn là một đứa trẻ sơ sinh, Razor được thu nhận bởi Vua Sói Bắc Phong - Andrius và được nuôi dưỡng bởi đàn sói trong Lang Lãnh. Sau khi có cơ hội gặp gỡ với Varka, Đại Đội Trưởng hiện tại của Đội Kỵ Sĩ Tây Phong, cậu ấy đã dần bắt đầu hòa nhập với thế giới loài người.
- Klee: Con gái của nhà thám hiểm gan dạ Alice, Klee giống mẹ ở rất nhiều điểm, đặc biệt là về tính cách tràn đầy năng lượng và việc "phá hoại". Alice đã giao phó con gái mình cho Đội Kỵ Sĩ Tây Phong trong khi bà đang trên cuộc phiêu lưu của mình. Albedo là người thường xuyên chăm sóc Klee và thường được coi như anh trai của cô bé.
- Bennett: Một đứa trẻ mồ côi được các nhà thám hiểm lớn tuổi nhận nuôi khi còn nhỏ, Bennett lớn lên trong Hiệp Hội Nhà Mạo Hiểm của Mondstadt và là thành viên duy nhất của "Đoàn mạo hiểm Benny" sau khi các thành viên lần lượt rời nhóm do ảnh hưởng từ sự "đen đủi" của cậu.
- Noelle: Giống với đại đa số người trẻ tuổi bình thường ở thành Mondstadt, Noelle mơ ước trở thành một Kỵ sĩ Tây phong. Mặc dù vẫn chưa có được tư cách Kỵ sĩ, cô vẫn làm việc tại đoàn Kỵ sĩ bằng thân phận hầu gái, luôn nỗ lực học tập ngôn hành lễ nghi của kỵ sĩ.
- Fischl: Tự xưng là "Công Chúa Định Tội", Fischl là điều tra viên của Hiệp Hội Nhà Mạo Hiểm ở Mondstadt cùng với bạn đồng hành là một chú quạ đen tên Oz. Fischl là một nhà mạo hiểm táo bạo với những lý thuyết kỳ lạ, cô còn cho rằng mình đến từ một thế giới khác Teyvat. Tên thật của cô là Amy.
- Sucrose: Một giả kim thuật sĩ chuyên nghiên cứu về "Luyện kim sinh vật". Cô cũng là trợ lý của nhà giả kim Albedo. Yêu thích các thí nghiệm và thường dành phần lớn thời gian để nghiên cứu, Sucrose thích khám phá những bí mật của cuộc sống và muốn có thể làm phong phú thế giới bằng sức mạnh của thuật giả kim. Do dành hầu hết thời gian vào việc thí nghiệm, cô thường gặp khó khăn khi nói chuyện với người khác và hay lo lắng liệu rằng mình có xúc phạm họ không.
- Mona Megistus: Một thuật sĩ chiêm tinh với tài năng và lòng kiêu hãnh cao, hiện đang cư trú tại Mondstadt để tránh làm sư phụ giận dữ sau khi cô vô tình đọc được nhật ký thời thiếu nữ của bà. Tuy sở hữu tài chiêm tinh tuyệt vời nhưng Mona thường xuyên hết tiền và phải nhịn đói.
- Diona Kätzlein: Mặc dù là người pha chế nổi tiếng của Quán Rượu Đuôi Mèo, cô lại vô cùng ghét rượu và có ước mơ phá hủy ngành rượu ở Mondstadt. Cô là con gái của Draff - một thợ săn ở Thanh Tuyền Trấn.
- Albedo: Một người nhân tạo được tạo ra bởi nhà giả kim Rhinedottir, Albedo là Giả Kim Thuật Sĩ và là Trưởng Đội Điều tra có biệt danh "Kreideprinz" của Đội Kỵ Sĩ Tây Phong. Anh đã gia nhập Đội Kỵ sĩ qua lời giới thiệu từ nhà thám hiểm Alice. Mong muốn của anh là tìm hiểu về thế giới Teyvat, nghiên cứu mọi thứ xung quanh mình. Albedo cũng là người vẽ minh họa cho bộ tiểu thuyết "Trầm Thu Thập Kiếm Lục" dưới bút danh họa sĩ "Vôi Trắng" nổi tiếng ở Inazuma.
- Rosaria: Tu nữ thuộc Giáo Hội Tây Phong thành Mondstadt, ngoại trừ cách ăn mặc thì không có điểm nào giống người trong tu viện. Cô là một người bí ẩn với những lời lẽ sắc bén và thái độ lạnh lùng. Mặc dù là một tu nữ, Rosaria vô cùng lười biếng khi luôn cố gắng trốn các hoạt động của Giáo hội mỗi khi có thể, và sẽ là người rời đi đầu tiên nếu như bị bắt phải tham gia. Tuy nhiên, cô là người bí mật điều tra các mối đe dọa tiềm tàng đối với Mondstadt và sẽ loại bỏ chúng nếu cần thiết.
- Eula Lawrence: Hậu duệ của nhà Lawrence - nhà quý tộc độc ác khiến thành phố Mondstadt rơi vào cảnh áp bức trong quá khứ. Dù mang trong mình huyết mạch của tội nhân và phải nhận sự xa lánh từ mọi người, Eula vẫn không ngừng cố gắng cải thiện mối quan hệ với họ. Với sự nỗ lực của mình, Eula đã trở thành Đội trưởng Du kích của Đội Kỵ Sĩ Tây Phong, bất chấp điều đó khiến cô bị cả gia tộc ly khai.
- Mika Schmidt: Người vẽ bản đồ và kiểm soát viên của đội Du kích dưới quyền Eula. Nửa năm trước khi Nhà Lữ Hành đặt chân tới Mondstadt, Mika đã đi trinh sát cùng đội thám hiểm của Đội Trưởng Đội Kỵ Sĩ Varka. Dù lúc đầu có vẻ nhút nhát và xa cách, cậu sẽ dần gần gũi và mở lòng hơn với những người mà cậu ấy thân quen. Với những người xa lạ, đặc biệt là những người có chức vụ cao, Mika sẽ quan sát và hiểu tính cách của họ trước khi lịch sự nói chuyện, như một cách để thể hiện sự tôn trọng. Cậu là em trai của Huffman, một Kị sĩ Tây Phong của Mondstadt.

### Liyue
- Zhongli: Cố vấn của nhà tang lễ Vãng Sinh Đường. Anh có thần thái của một người tri thức, giàu có, tuy nhiên thường theo thói quen mà quên không đem theo tiền bên mình. Là một người điềm đạm, lịch thiệp, Zhongli am hiểu sâu rộng về lịch sử và văn hóa và vô cùng tôn trọng những truyền thống của Liyue, kể cả những truyền thống đã bị lãng quên hoặc thay đổi theo thời gian. Thân phận thật của Zhongli chính là vị Nham Thần Morax mà mọi người đều cho rằng đã qua đời. Sau khi từ bỏ Gnosis của mình, anh đã rút khỏi vị trí Nham Thần và trở lại là một Tiên nhân, dù vẫn luôn sống dưới vỏ bọc người thường.
- Xiao: Thành viên cuối cùng của Tam Nhãn Ngũ Hiển Tiên Nhân bảo vệ cảng Liyue, diệu xưng là Hộ pháp Dạ Xoa Đại tướng. Tuy có vẻ ngoài thoạt nhìn là một người thiếu niên nhưng những truyền thuyết có liên quan đến anh thì đã được lưu truyền nghìn năm trong sách cổ[4].
- Beidou: Thủ lĩnh đội thuyền vũ trang Nam Thập Tự, có danh vọng khá cao ở Liyue. Người ta nói rằng Beidou có thể chẻ núi tách biển, có kẻ lại nói rằng cô có tài dương kiếm dẫn sét, còn có người bảo ngay cả cự thú đáng sợ nơi biển sâu cũng chẳng phải là tình địch của cô.
- Ningguang: Thiên Quyền Tinh của Thất tinh Liyue và là chủ sở hữu của Quần Ngọc Các, nổi tiếng giàu có, khắp đại lục khó ai sánh bằng. Cô không chỉ tượng trưng cho quyền lực và luật pháp mà còn đại biểu cho tài phú và tài trí.
- Ganyu: Thư ký của Thất Tinh Liyue, là con lai giữa người và tiên thú. Ganyu có bản tính trầm lặng nhưng dịu dàng, hay giúp đỡ những hậu bối và gánh vác công việc bàn giấy thủ tục. Cô cũng tin rằng tất cả mọi việc cô làm đều là vì thực hiện "Khế ước" của Nham Vương Đế Quân và nhu cầu của người dân Liyue. Cô là đệ tử của Lưu Vân Tá Phong Chân Quân.
- Xiangling: Đầu bếp kiêm bồi bàn tại nhà hàng Vạn Dân Đường, cô cực kì nhiệt huyết với con đường nấu ăn, nhất là những món tê cay. Dù tuổi còn trẻ nhưng Xiangling có tay nghề nấu nướng khéo léo, khá có danh tiếng trong giới sành ăn. Người bạn của Xiangling là Guoba (Ma thần bếp).
- Xingqiu: Nhị thiếu gia của Thương hội Phi Vân ở cảng Liyue. Ngay từ bé đã nổi tiếng vì niềm siêng năng ham học và đức đối đãi lễ phép với mọi người. Cậu có bút danh khi viết truyện là Zhenyu. Xingqiu là tác giả của bộ tiểu thuyết "Trầm Thu Thập Kiếm Lục", tuy không được nổi tiếng ở Liyue nhưng lại vô cùng bán chạy tại Inazuma. Cậu cũng vô cùng ghét cà rốt.
- Chongyun: Một phương sĩ ở Liyue, thường làm hoạt động trừ tà khắp mọi nơi. Mang danh nghĩa người kế thừa Thế gia Trừ tà. Ngay từ nhỏ, cậu đã có tuyệt kĩ hơn người, gọi là "Thuần Dương Chi Thể". Món ăn yêu thích của cậu là kem lạnh và ghét ăn đồ cay, nóng.
- Qiqi: Cô bé hái thuốc làm việc ở nhà thuốc Bubu. Do vô tình rơi vào cuộc chiến giữa thần và quỷ mà Qiqi bị chết oan, cảm thấy thương xót, các tiên nhân bèn hồi sinh cho cô, nhưng do vài sự cố mà Qiqi phải sống lại trong tình trạng cương thi, khi hành động thì cô cần phải tự ra sắc lệnh đối với chính bản thân. Trí nhớ của Qiqi rất kém, để bảo đảm sự thuận lợi trong cuộc sống hằng ngày, cô hay mang theo một quyển bút ký để viết vào đó những điều cần lưu ý. Cô bé ấy cũng là người rất ghét Hu Tao, mối quan hệ của họ hiện tại vẫn là ẩn số.
- Baizhu: Ông chủ của nhà thuốc Bubu, anh cũng là người đã chăm sóc cho Qiqi. Theo Qiqi, sức khỏe của Baizhu vô cùng yếu.
- Xinyan: cô gái đam mê âm nhạc theo loại hình nghệ thuật mới - Rock & Roll, luôn dùng âm nhạc của mình để chống lại những "định kiến", đánh thức những người mệt mỏi và ảm đạm. Trong sự kiện "Lễ Trục Nguyệt" nằm trong chuỗi sự kiện Trục Nguyệt tại Liyue phiên bản 2.1, lần đầu tiên Xinyan đã có màn xuất hiện cùng Beidou tại bến cảng Liyue và tư vấn cho Xiangling về khẩu vị của họ.
- Keqing: Ngọc Hành Tinh của Thất tinh Liyue, Keqing có chút bất bình với chính sách "Một lòng vì Đế quân mà quyết". Cô vững tin rằng những chuyện liên quan đến vận mệnh nhân loại thì nên do nhân loại làm lấy, hơn nữa nhân loại chắc chắn có thể làm được tốt hơn. Để chứng minh điều này, cô luôn nỗ lực hơn bất kỳ ai cả.
- Hu Tao: Đường chủ đời thứ 77 của Vãng Sinh Đường, nhân vật quan trọng phụ trách tang lễ của Liyue. Cô luôn hoàn thành nghi lễ tiễn biệt mọi người, cân bằng thế giới âm dương. Hu Tao có người ông đã qua đời là đường chủ của Vãn Sinh Đường đời thứ 76. Đồng thời là người hay chọc phá Qiqi.
- Yanfei: Cố vấn pháp luật dày dặn kinh nghiệm của Liyue, có mong muốn tìm thấy sự cân bằng trong các đất nước ở nơi này. Cũng mang dòng máu bán tiên giống Ganyu nhưng Yanfei không kí "Khế ước" với Đế Quân vì cô muốn tự do mà không bị ràng buộc.
- Shenhe: Đệ tử của Lưu Vân Tá Phong Chân Quân, xuất thân từ một nhánh của một gia tộc chuyên trừ tà. Khi mới tầm sáu tuổi, Shenhe đã bị cha ruột mang hiến tế cho Ma Thần để hồi sinh người vợ quá cố của mình. Tuy nhiên, cô đã một mình chiến đấu với quái vật trong hang động cho đến khi được Lưu Vân Tá Phong Chân Quân tìm thấy và mang về, thu nhận làm đệ tử. Shenhe cũng chính là dì họ của Chongyun.
- Yun Jin: Đương gia hiện tại kiêm trụ cột của đoàn kịch Vân Hàn Xã. Cô là diễn viên hát kịch nổi tiếng ở Liyue, hội tụ cả tài viết kịch và ca xướng. Với phong cách riêng biệt, thanh lịch xinh đẹp và thần thái ngút trời, Yun Jin có rất nhiều người hâm mộ trên khắp cảng Liyue.
- Yelan: Nhân sĩ thần bí tự xưng làm việc cho Tổng Vụ. Thân phận của Yelan luôn là ẩn số. Cô giống như một hồn ma, thường xuất hiện ở trung tâm của đủ mọi sự kiện trong các dáng vẻ khác nhau, và biến mất không dấu vết trước khi gió bão ngừng lại.
- Yaoyao: Là học trò của Bình Lão Lão cùng với Xiangling, sau đó đã trở thành trợ lí cho Ganyu.
- Xianyun:  Một trong "Tam Nhãn Ngũ Hiển Tiên Nhân" của tiên chúng Tuyệt Vân, biệt danh "Lưu Vân Tá Phong Chân Quân". Lưu Vân Tá Phong Chân Quân cũng là sư phụ của Ganyu và Shenhe. Sử dụng tên "Xianyun" để hoà nhập với con người.
- Gaming: Tiêu sư của Kiếm Hạp Tiêu Cục, người ra quyết định của Đội Múa Thú Uy Vũ.
- Lan Yan: Thợ đan mây đến từ Trầm Ngọc Cốc.

### Inazuma
- Raiden Shogun: Vị Lôi Thần cai trị quần đảo Inazuma, bị ám ảnh bởi chủ nghĩa vĩnh hằng đến nỗi đã ban hành "Lệnh Truy lùng Vision" để thu hồi toàn bộ Vision của Inazuma, thậm chí là hạ sát nếu người giữ Vision ấy có ý định chống đối. Nhưng đó chỉ là con rối ở bề ngoài, bên trong thế giới Nhất Tâm Tịnh Thổ là Raiden Shogun thực sự, với tên thật là "Ei". Dưới sự thuyết phục của Yae Miko và Nhà lữ hành, Ei đã bãi bỏ "Lệnh Truy lùng Vision"  cũng như lệnh "Bế quan tỏa cảng" của Inazuma. Sau khi được Nhà lữ hành dẫn đi dạo ngay tại đế đô của mình, Ei đã ngộ ra sai lầm của mình về khái niệm của sự "Vĩnh hằng".
- Kujou Sara: Tướng quân của Hiệp hội Tenryou, Sara đã dẫn đầu quân lính đi thu hồi toàn bộ Vision của Inazuma trong suốt khoảng thời gian Lệnh Truy lùng Vision được ban hành. Là hầu cận trung thành của Lôi thần, cô luôn chấp hành mệnh lệnh phục tùng cho Raiden Shogun. Ngay cả khi nhà Kujou có ý định tạo phản thì cô vẫn luôn tin tưởng vào ý chỉ của Raiden Shogun. Sara mang trong mình dòng máu Tengu và được nhà Kujou nhận làm con nuôi khi còn nhỏ.
- Yae Miko: Guuji Đại diện của đền Narukami trên núi Yougou, đồng thời là chủ của Nhà xuất bản Yae chuyên gia xuất bản về truyện. Cô là người bạn thân thiết lâu năm, đồng thời là người nắm giữ Gnosis cho Ei khi cô đã cắt đứt mọi liên hệ với Đảo Thiên Không và không muốn mượn sức mạnh Gnosis để mạnh hơn thay vì rèn luyện. Cô là một người phụ nữ xinh đẹp và thông minh, duyên dáng. Yae cũng là hậu duệ của dòng dõi Kitsune.
- Kamisato Ayaka: Đại tiểu thư của nhà Kamisato thuộc Hiệp hội Yashiro,  danh hiệu là Bạch Hạc Công Chúa. Có tính tình đoan trang cùng vẻ ngoài thanh lịch, thông minh và mạnh mẽ. Cô được người dân trong Inazuma vô cùng yêu quý và ngưỡng mộ. Tuy vậy, Ayaka lại có rất ít bạn bè do sự dạy dỗ từ nhỏ của gia đình - Thoma là người bạn duy nhất của cô cho đến khi cô gặp được Nhà lữ hành. Cô có một người anh trai tên Kamisato Ayato hiện đang là gia chủ của nhà Kamisato.[5]
- Kamisato Ayato: Gia chủ Đại nhân của nhà Kamisato, anh trai của Kamisato Ayaka. Sau khi cha mẹ qua đời, Ayato đã trở thành người thừa kế gia tộc và đứng ra tiếp quản công việc của Hiệp hội Yashiro dù tuổi còn rất trẻ. Anh thường được mọi người nhận xét là một người vô cùng bận rộn, có tính cách nghiêm nghị, điềm đạm, lại không thích giao thiệp nên ít khi xuất hiện trước công chúng như Ayaka.
- Thoma: Cận vệ của Ayaka, đồng thời là quản gia của nhà Kamisato. Xuất thân từ Mondstadt, Thoma cũng thường xuyên giúp đỡ những người đến từ vùng đất khác bị mắc kẹt tại cảng Inazuma do lệnh "Bế quan tỏa cảng". Anh thích chơi trò nấu lẩu thập cẩm hắc ám nhưng cũng chính vì đó mà anh luôn là người đầu tiên bị đau bụng. Thoma nổi tiếng có tài quan sát, khả năng ăn nói cùng tính khí hòa nhã nên mạng lưới xã giao ở Inazuma rất rộng.
- Kaedehara Kazuha: Một Ronin Samurai của gia tộc Kaedehara đã suy tàn. Cậu hiện đang là thành viên tạm thời của đoàn thuyền Nam Thập Tự, nương nhờ sự giúp đỡ của Beidou. Khi chứng kiến người bạn thân ngã xuống trước Lôi Thần Raiden Shogun trong trận "Ngự Tiền Quyết Đấu", Kazuha đã đoạt lấy Vision của bạn mình và chạy trốn khỏi Inazuma, trở thành tội phạm bị truy nã.
- Naganohara Yoimiya: Chủ tiệm pháo hoa của nhà Naganohara, có biệt danh là Nữ hoàng lễ hội hè. Cô là một người thợ tài năng luôn gửi gắm những ước mong của mọi người vào trong pháo hoa. Tuy là thế, nhưng cô lại là nỗi lo lắng của đội chữa cháy Inazuma vì Yoimiya luôn chơi với lửa quá mức đến nỗi Shogunate phải dán thông báo cảnh cáo cô nếu cô bắn pháo hoa làm rối loạn trị an.
- Sayu: Một Ninja thuộc phái Shuumatsuban, pháp danh là Ninja Mujina (chồn ninja), có thân hình nhỏ nhắn do đã ngừng phát triển từ lâu. Cô luôn tìm cách trốn các nữ Miko để đi ngủ vì cho rằng ngủ càng nhiều thì chiều cao sẽ càng tăng.
- Sangonomiya Kokomi: Thánh pháp sư của đảo Watatsumi. Cô là một chiến lược gia đại tài, một quân sư binh pháp, một chính trị gia tài giỏi trong việc đối nội đối ngoại. Cô đã dẫn dắt binh lính Kháng chiến để chống lại Lệnh Truy lùng Vision của Raiden Shogun.
- Gorou: Tướng quân đứng đầu lực lượng Kháng chiến của đảo Watatsumi. Gorou được mọi người vô cùng tôn trọng và tin cậy, nhưng anh luôn thể hiện sự khiêm tốn. Anh rất được cấp dưới tin tưởng và luôn giữ mối quan hệ thân thiết với các người đồng đội của mình.
- Arataki Itto: Mang trong mình dòng máu Oni, Itto là một người có vẻ ngoài dù đáng sợ, xấu xa nhưng thực chất lại rất tốt bụng, hơi ngốc nghếch và được hầu hết người dân Inazuma yêu quý, đặc biệt là đám trẻ con. Anh thường có xích mích với Hiệp hội Tenryou, đặc biệt là với Kujou Sara, khi anh luôn để lại lời thách đấu với cô trên các bảng thông báo xung quanh Thành Inazuma. Itto cũng là người đứng đầu Bang Arataki.
- Kuki Shinobu: Phó Bang Arataki, là người thông thạo trăm nghề. Tuy gia nhập bang Arataki khá muộn, nhưng lại là nhân vật lợi hại thay đổi cả bang phái. Sau khi cô tới, phạm vi nghiệp vụ của bang mở rộng sang đủ mọi ngành nghề. Để tránh bị gia đình bắt đi làm pháp sư ở đền Narukami, Shinobu từng đi du học ở Liyue để học luật, sau đó về nước đúng thời điểm ban hành "Bế quan tỏa cảng".
- Shikanoin Heizou: Thám tử trẻ tuổi của Hiệp Hội Tenryou, tự do phóng khoáng, vui vẻ hoạt bát. Thoạt nhìn chỉ là một cậu nhóc, nhưng thực tế lại là đệ nhất phá án không cần bàn cãi của Hiệp Hội Tenryou. Không chỉ có trí tưởng tượng vô hạn và khả năng suy luận logic tỉ mỉ, anh còn sở hữu một trực giác điều tra đáng kinh ngạc. Mỗi khi xảy ra vụ án, trong khi các đồng liêu dựa vào kinh nghiệm để tìm kiếm phương hướng giải quyết, thì anh đã tìm ra đáp án chính xác bằng cách tiếp cận từ góc độ không ngờ tới.
- Kirara: Là một nekomata, vì yêu thích xã hội loài người mà cô trở thành nhân viên của "Công ty chuyển phát Konamiya" để được hòa nhập với người dân nơi đây.
- Chiori: Chủ Tiệm Thời Trang Chioriya. Nhà thiết kế thời trang nổi tiếng ở Fontaine. Được mệnh danh là "Nhà thiết kế sấm chớp".
- Yumemizuki Mizuki: Một yumekui-baku là một nhà trị liệu tâm lý và là cổ đông của Phòng Tắm Hơi Aisa.

### Sumeru
- Nahida: Một thiếu nữ bí ẩn. Cô chính là vỏ bọc của vị Thảo Thần hiện tại Buer, đồng thời là Tiểu Vương Kusanali cai quản Sumeru. 500 năm trước, vị Thảo Thần ban đầu của Sumeru, Đại Vương Rukkhadevata đã qua đời trong Nạn diệt vong ở Khaenri'ah. Trước khi chết, cô đã tạo ra vòng luân hồi tiếp theo của mình, Tiểu Vương Kusanali, người sau này trở thành Thảo Thần hiện tại và Thần Trí Tuệ. Giáo Viện sau khi tìm thấy Nahida đã giam cầm cô trong Thánh Địa Surasthana và không tiết lộ thông tin gì về cô. Trong tín ngưỡng của người dân Sumeru chỉ tôn thờ Đại Vương Rukkhadevata và có rất ít thông tin liên quan tới Tiểu Vương Kusanali. Sau khi đã được Nhà Lữ Hành và những bạn đồng hành khác giải cứu khỏi Thánh Địa Surasthana, Nahida đã bước vào hồi ức cuối cùng của Đại Vương Rukkhadevata và đã gặp được một bản sao của chính mình, cũng chính là ý thức của Rukkhadevata. Cô nói rằng để cứu lấy Cây Thế Giới khỏi sự ô nhiễm, Nahida phải loại bỏ cô khỏi nó, đồng nghĩa với việc sự tồn tại của cô sẽ bị xóa bỏ hoàn toàn khỏi Teyvat. Đau khổ, Nahida đành đồng ý làm theo. Sau đó, tất cả mọi người, trừ Nhà Lữ Hành, đều quên đi Đại Vương Rukkhadevata. Tất cả những tài liệu trước đây liên quan tới Rukkhadevata giờ đây đã được chỉnh sửa lại, và đều cho rằng Sumeru luôn chỉ có một vị thần là Tiểu Vương Kusanali.
- Tighnari: Đội trưởng kiểm lâm rừng Avidya. Tighnari sẽ dùng phương pháp chuyên nghiệp nhất để nhanh chóng giải quyết vấn đề, đồng thời, cũng sẽ dùng thái độ nghiêm khắc nhất để chỉ dẫn đối phương.[6]
- Collei: Kiểm lâm tập sự sôi nổi ở rừng Avidya, học trò của Tighnari. Tích cực lạc quan, nhiệt tình tốt bụng. Cô xuất hiện lần đầu trong bản manga và là một trong những nhân vật chính của truyện. Collei được sinh ra với căn bệnh "Eleazar", một chứng bệnh khiến những vảy cứng màu đen xuất hiện trên cơ thể. Bố mẹ cô luôn lo lắng và cuối cùng đã đưa cô tới gặp một nhà tiên tri tên Barnabas và cầu xin ông cứu lấy cô bé. Tuy nhiên, Barnabas lại bắt tay với Quan Chấp Hành Fatui Il Dottore, và thay vì cứu chữa Collei thì lại biến cô trở thành vật thí nghiệm, khiến cô có sức mạnh có thể tạo ra một con rắn lửa màu đen. Sau đó, Collei đã lang thang một mình tới thành Mondstadt và gặp được Amber, sau đó là Jean và Lisa. Sức mạnh của cô sau đó đã được phong ấn bởi Cyno - một học giả được phái tới từ Giáo viện Sumeru. Ở cuối manga, Collei quyết định tạm biệt mọi người ở Mondstadt để tới học ở Sumeru. Sau khi ý thức của Đại Vương Rukkhadevata được loại bỏ khỏi Cây Thế Giới, Collei và các bệnh nhân mắc Eleazar khác đã được chữa khỏi.
- Dori: Là thương nhân tháo vát nhất Sumeru, cho dù đó là những viên ngọc quý hiếm trên thế giới, những dược liệu khan hiếm, hay những đạo cụ kỳ lạ chưa ai nghe đến, cô ấy đều có cách để lấy được chúng.
- Cyno: Tổng Quản Mahamatra. Khi còn là một học giả của Giáo Viện, anh là người đã giúp Collei phong ấn lại sức mạnh của cô và đưa Collei tới Sumeru để học tập.
- Nilou: Ngôi sao nhà hát Zubayr. Dịu dàng nhiệt tình, đơn thuần và thích cười, Nilou sẽ dùng điệu múa dịu dàng để dẫn dắt khán giả vào thế giới hư ảo.
- Dehya: Đến từ Biển Cát Đỏ, cô là một Eremite mạnh mẽ và nổi tiếng, có biệt danh "Sư Tử Lửa". Ở một thời điểm nào đó, Dehya gia nhập "Sư Đoàn 30" và được nhà Homayani thuê làm vệ sĩ bảo vệ cho con gái họ, Dunyarzad. Dù không theo tín ngưỡng thần linh, cô vẫn rất tôn trọng Tiểu Vương Kusanali khi thấy cô đã có ảnh hưởng thế nào với cuộc sống của Dunyarzad.
- Candace: Thủ hộ của làng Aaru. Vị thủ hộ với đôi mắt có màu sắc khác biệt nhận được chúc phúc của thần linh, có thể triệu hồi bão cát bao phủ bầu trời, trong chốc lát có thể nuốt chửng tất cả mọi người.
- Alhaitham: Học giả phái Haravatat và là Quan Thư Ký của Giáo Viện, chịu trách nhiệm ghi chép lại những phát hiện của họ và soạn thảo các sắc lệnh.
- Kaveh: Học giả phái Kshahrewar, đồng thời là kiến trúc sư đã xây dựng nên Cung Điện Alcazarzaray. Dù là kiệt tác của mình, Kaveh lại đang phải gánh một khoản nợ lớn sau khi xây dựng cung điện do đã vay Dori một số tiền khổng lồ, buộc anh phải làm bạn cùng phòng với Alhaitham, người mà anh thường tranh cãi vì có ý kiến rất khác nhau.
- Faruzan: Giáo sư ở Giáo Viện Sumeru và là một học giả của phái Haravatat. Cô đã bị nhốt trong một bí cảnh sau khi tiếp xúc với tàn dư sức mạnh của Xích Vương và cuối cùng cũng thoát ra được sau 100 năm. Tuy ý thức của Faruzan vẫn phát triển nhưng tuổi tác và ngoại hình của cô vẫn giữ nguyên tại thời điểm bị kẹt trong bí cảnh.
- Layla: Học giả phái Rtawahist, chuyên ngành Lý Luận Tinh Tượng Học. Dù có sức khỏe yếu và mắc chứng thiếu ngủ trầm trọng, Layla luôn thể hiện rất xuất sắc trong mắt thầy cô và bạn bè; tuy nhiên, cô ấy vẫn luôn than thở về việc học của mình. Thay vào đó, Layla cho rằng thành công của mình là nhờ việc mộng du và có được "Sự Ban Phước Của Những Vì Sao".
- Sethos: Người kế thừa "Ngôi đền im lặng".

### Fontaine
- Furina de Fontaine:  Được biết đến là Thuỷ Thần của Fontaine. Cô có vẻ là một người tự tin thái quá, và sau này được tiết lộ rằng Furina đã hợp nhất với Thuỷ Thần Focalors, để bảo vệ Fontaine trong hàng trăm năm. Sau này, Focalors bị tử hình theo "Cỗ Máy Chỉ Định Phán Quyết". Furina đã được tách khỏi Thuỷ Thần, được ban cho vision thuỷ, và sống một cuộc sống như người bình thường.
- Neuvillette: Neuvillette là Thẩm Phán Tối Cao của Fontaine và là người quản lý Fontaine sau khi Thủy Thần Furina từ chức. Ngài tái sinh từ Thủy Long Vương, mang trong mình sự thật về quyền năng nguyên tố và quyền cai trị với thế giới. Không rõ ngài lang thang vô định trong bao lâu, chỉ biết từ khi Thủy Thần Focalors đưa Neuvillette về với Fontaine, ngài bắt đầu có cảm xúc yêu quý với loài người. Ngài ban cho người Fontaine dòng máu của con người hoàn chỉnh, cứu rỗi Fontaine và đảo ngược lời tiên tri.
- Lyney: Anh là ảo thuật gia đại tài, cả trong công việc lẫn cuộc đời. Dù vậy, mục đích của việc diễn xuất là vì sự tín nhiệm và bảo vệ em gái, nên anh sẽ vẫn tiếp tục đắm mình trong những lời dối trá. Anh cũng là một thành viên của Căn Nhà Hơi Ấm dưới trướng Quan Chấp Hành Fatui Arlecchino.[7]
- Lynette: Cô là trợ lý ảo thuật kiệm lời và rất kín tiếng của anh trai Lyney. Sau khi cha mẹ qua đời, phải ra đời mưu sinh và được "Cha" cứu khỏi tên quý tộc độc ác mang danh nhận nuôi, Lynette trở thành "tai" và "mắt" cho Căn Nhà Hơi Ấm.
- Freminet: Cậu là thợ lặn kinh nghiệm có tiếng, tuy nhiên cậu không thích thú gì khi hòa vào những lời tán dương của mọi người, mà thích hòa vào dòng nước và tìm kiếm yên bình bên Hoa Romaritime và Tidalga.
- Wriothesley: Từ một phạm nhân trong Pháo Đài Meropide, anh tiến lên vị trí quản ngục, thiết lập luật lệ để quản lý trật tự nơi đây.
- Clorinde: Đấu sĩ đại diện mạnh nhất của Fontaine.
- Charlotte: Charlotte là phóng viên tờ báo Chim Hơi Nước, luôn tìm mọi cách để moi được thông tin độc quyền. Cô kiếm tìm tin tức không ngừng nghỉ và không biết mệt nhọc, cốt để tìm ra chân tướng, ngay cả khi bản thân rơi vào hiểm cảnh.
- Navia: Cô là hội trưởng hiện tại của Spina di Rosula, hội trưởng đời trước là người cha quá cố Callas của cô. Cô được đặt tên cho chặng tàu luân chuyển từ Đại sảnh Fontaine đến Viện Ca Kịch.
- Chevreuse: Cô là đội trưởng Đội Tuần Tra Đặc Biệt của Sảnh Chấp Pháp.
- Sigewinne: Sigewinne là y tá trưởng tại phòng y tế của Pháo Đài Meropide. Trong quá khứ, Sigewinne chọn mang hình dáng con người để cứu một đứa trẻ đã kết bạn với cô vì thời điểm ấy Melusine vẫn bị coi thường. Tuy nhiên, sự biến đổi đó đã đi ngược lại với luật lệ của Fontaine, điều đó dẫn đến việc cô bị kết án có tội và đưa đến Pháo Đài Meropide.
- Emilie: Nhà chế tạo nước hoa nổi tiếng của Fontaine, vô cùng nhạy cảm với mùi hương.
- Escoffier:

### Natlan
- Mavuika: Hoả Thần của Natlan, tên cổ của cô là "Kiongozi" và tên ma thần "Haborym".
- Xilonen: Thợ rèn của Nanatzcayan, sở hữu tên cổ "Baraka" mang ý nghĩa là "Chúc phúc"
- Kachina: Chiến binh trẻ tuổi của "Đứa con của tiếng vang", được ban cho tên cổ là "Uthabiti" mang ý nghĩa là "Kiên cường"
- Kinich: Thợ săn Saurian từ "Dòng dõi vườn treo", sở hữu tên cổ "Malipo", mang ý nghĩa là "Hồi hoả", thường đi cùng với Thánh Long Toàn Năng K'uhul Ajaw
- Mualani: Là một người dẫn đường, một chuyên gia của những hoạt động trên nước và là người kinh doanh cửa hàng thể thao trên nước cho Cư Dân Suối Nước, Mualani là một người năng động và ngọt ngào, cô luôn biết cách làm hài lòng mọi khách hàng ghé đến cửa tiệm của mình.[8]
- Chasca: Sở hữu Tên Cổ "Vuka", Chasca là người hòa giải nổi tiếng của Hội Hoa Vũ và là một người quen thuộc với Trận Chiến Người Gác Đêm.
- Ororon: Đứa trẻ bị bỏ rơi của tộc Chủ Nhân Gió Đêm do bị "khiếm khuyết" về linh hồn. Ororon hiện đang sống một cuộc sống khiêm nhường bên ngoài vùng đất của bộ tộc, anh chăm sóc rau củ và nuôi Bọ Phlogiston, tuy vậy anh vẫn luôn tìm kiếm câu trả lời về sự tồn tại của mình.
- Iansan:  Chuyên gia dinh dưỡng nổi tiếng ở Natlan. Tuy có hình thể nhỏ nhắn nhưng lại là huấn luyện viên trưởng của câu lạc bộ thể hình tại Cộng Đồng Trù Phú.
- Citlali: Shaman vĩ đại của Chủ Nhân Gió Đêm. Citlali đã 200 tuổi nên được tất cả cư dân bộ tộc kính nể gọi là "Bà Itztli".
- Ifa: Bác sĩ thú y đến từ Hội Hoa Vũ, chân thành yêu quý cuộc sống đồng hành cùng con người, động vật và mọi sinh linh khác. Có bạn đồng hành là Cacucu.
- Varesa:

### 11 Quan Chấp Hành của Fatui
- Pierro: Thống Lĩnh của Fatui đồng thời cũng là Quan Chấp Hành đầu tiên, còn được gọi là "The Jester". Ông là người đầu tiên gia nhập Fatui và cũng là người đã chiêu mộ Il Dottore, Pantalone, Signora và Scaramouche vào hàng ngũ Quan chấp hành. Pierro chính là người đứng đằng sau sự giật dây của Fatui ở Inazuma. Sau khi kế hoạch bị vạch trần, ông đã ra lệnh cho cấp dưới rút lui khỏi đảo Yashiori và bắt về vài người lính Shogunate đã phản bội ông để làm vật thí nghiệm.
- Il Capitano: Quan chấp hành thứ 1 của Fatui, còn được gọi là "The Captain". Anh rất có danh tiếng trong Fatui, khi được nhắc đến bởi sứ giả Fatui Viktor ở Mondstadt rằng anh muốn được làm việc dưới quyền của Capitano hơn Signora. Capitano nổi tiếng với sức mạnh kiệt xuất và nhận thức vững vàng về công lý của mình.
- Il Dottore: Quan chấp hành thứ 2 của Fatui, còn được gọi là "The Doctor". Anh xuất hiện lần đầu ở một thời điểm nào đó trước khi cốt truyện chính của trò chơi diễn ra, dưới tư cách là một nhà ngoại giao tới Mondstadt. Dottore có khả năng tạo ra những "bản sao" của chính mình trong những độ tuổi khác nhau để cử họ đi thực hiện các nhiệm vụ khắp nơi. Cũng chính vì vậy, mỗi "bản sao" lại có tính cách khác nhau dẫn đến nhiều xung đột. Anh còn được biết đến với khả năng biến con người thành quái vật ngay cả khi họ đã chết, và đã một mình đánh bại Ursa, con rồng đã tác oai tác quái ở Mondstadt trong hơn một nghìn năm khiến thành Mondstadt phải mang nợ Fatui. Từng là học sinh của Giáo viện Sumeru, Dottore có niềm đam mê nghiên cứu những cỗ máy đến từ Khaenri'ah, thứ được cho là "tà môn ngoại đạo" và cuối cùng đã bị trục xuất khỏi Giáo viện.
- Columbina: Quan chấp hành thứ 3 của Fatui, còn được gọi là "Damselette". Dù có vẻ ngoài tưởng chừng vô hại, Columbina được cho là vô cùng nguy hiểm khi cả Tartaglia và Kẻ Lang Thang đều cảnh báo Nhà Lữ Hành phải đề phòng cô nếu như có gặp mặt. Hơn nữa, Nahida cũng cho biết rằng ba Quan Chấp Hành đứng đầu có sức mạnh có thể sánh ngang với thần linh.
- Arlecchino: Quan chấp hành thứ 4 của Fatui, còn được gọi là "The Knave". Cô điều hành một trại trẻ mồ côi tên "Căn Nhà Hơi Ấm" ở Fontaine. Những đứa trẻ được nuôi trong trại trẻ được đặt họ "Snezhevich" hoặc "Snezheva" tùy vào giới tính của đứa trẻ. Sau khi đến tuổi, những đứa trẻ có tư chất sẽ được huấn luyện để trở thành đặc vụ và đi nằm vùng ở khắp Teyvat đợi mệnh lệnh.[9][10][11]
- Pulcinella: Quan chấp hành thứ 5 của Fatui, còn được gọi là "The Rooster". Ông là Thị trưởng của một thành phố tại Snezhnaya và là người đã chiêu mộ Tartaglia vào Fatui. Không có nhiều điều được biết về tính cách của Pulcinella, nhưng ông có vẻ là một người đầy toan tính. Giống như những thành viên Fatui khác, Pulcinella sẽ không ngần ngại hy sinh "những tài sản ít giá trị hơn" cho thứ mà ông tin là đáng giá hơn nhiều. Tartaglia không chắc chắn về động cơ của Pulcinella, nhưng biết rằng ông thật lòng quan tâm và chăm sóc tốt cho người nhà của anh trong lúc tạm rời khỏi Snezhnaya. Tuy nhiên, Kẻ Lang Thang cho rằng tuy ông "chăm sóc" nhưng thực ra là đang giữ gia đình của Tartaglia làm con tin, nhằm khiến anh phải tuân theo mệnh lệnh của mình.
- Scaramouche / Kẻ Lang Thang: Quan chấp hành thứ 6 của Fatui, còn được gọi là "The Balladeer". Anh vốn là con rối đầu tiên do Ei (Raiden Shogun) tạo ra để thử nghiệm, nhưng sau đó đã bị cô phong ấn sức mạnh và bỏ đi. Sau khi thức tỉnh, anh cho rằng Ei xem mình như một thứ thất bại và đã bỏ rơi anh. Sau hai lần "phản bội" khác, anh trở nên chán ghét thần linh và loài người, lang bạt khắp Inazuma với cái tên "Kunikuzushi" và cuối cùng gia nhập Fatui với tư cách là "Scaramouche". Sau khi thất bại dưới tay Nhà Lữ Hành ở Sumeru, anh đã lập giao kèo với Nahida để giúp cô điều tra Cây Thế Giới. Bên trong Cây Thế Giới, một hồi tưởng về quá khứ của Scaramouche khi còn ở Inazuma xuất hiện, tiết lộ rằng ngay từ đầu anh đã bị Dottore thao túng cho thí nghiệm của hắn. Sau khi biết được sự thật, Scaramouche đã tiến vào lõi của Cây Thế Giới để thay đổi quá khứ, xóa bỏ sự tồn tại của bản thân để cứu lấy những người bị liên quan ở Inazuma ngày xưa. Điều này đã khiến cho tất cả mọi người ở Teyvat, trừ Nhà Lữ Hành, quên đi Scaramouche. Nhà Lữ Hành sau đó đã tìm ra Scaramouche, bây giờ là một người tự xưng là "Kẻ Lang Thang" và đưa đến chỗ Nahida. Anh bày tỏ mong muốn được lấy lại ký ức từ "kiếp trước" của mình và cô đồng ý. Khi những dòng ký ức tràn về, anh đã được ban cho Vision Phong và đánh bại "Vị Thần Bất Diệt Của Trí Tuệ Ẩn Mật" trong hồi ức. Khi cuối cùng cũng chấp nhận bản thân, Kẻ Lang Thang quyết định rời khỏi Fatui và trở thành trợ thủ giúp đỡ Nhà Lữ Hành. Nahida đề nghị anh nên có một tên mới để chúc mừng và Nhà Lữ Hành đã đặt một cái tên cho anh. Khi có được tên mới, anh quyết định sẽ lên kế hoạch trả thù Dottore vì đã thao túng mình. Sau khi quá khứ bị thay đổi, vị trí Quan Chấp Hành thứ 6 của Fatui được biết rằng đã bị bỏ trống hàng trăm năm nay.
- Sandrone: Quan chấp hành thứ 7 của Fatui, còn được gọi là "Marionette". Sandrone được miêu tả rằng luôn có những thí nghiệm liên quan tới Thủ vệ di tích, và thứ được thấy đã được chỉnh sửa để nâng cô lên cao có thể là một sản phẩm từ thí nghiệm này. Kẻ Lang Thang nói rằng cô luôn có thái độ xấu và những thứ cô tạo ra đều là rác rưởi.
- La Signora: Quan chấp hành thứ 8 của Fatui, còn được gọi là "The Fair Lady". Là một người phụ nữ bí ẩn, mạnh mẽ và xảo quyệt. Trước khi gia nhập Fatui, cô là một cô gái nết na, xinh đẹp ở thành Mondstadt và có người yêu là một người lính khôi ngô. Tưởng rằng tình yêu sẽ đi đến tốt đẹp, nhưng trớ trêu thay, người cô yêu đã hy sinh trong trận đánh của Hilichurl và Sứ đồ vực sâu với Thành Mondstadt mà Phong Thần đang vắng mặt. Điều đó khiến cho cô bị dày vò trong cô đơn và đau đớn. Trước khi bị chính ngọn lửa của mình nuốt chửng, cô đã được Quan chấp hành Pierro tìm thấy và chiêu mộ vào Fatui. Cô đồng ý và được đứng trong hàng ngũ số tám của Quan chấp hành. La Signora đã chết dưới tay Raiden Shogun sau khi thua cuộc với Nhà Lữ Hành trong trận Ngự Tiền Quyết Đấu. Tên thật của cô là Rosalyne - Kruzchka Lohefalter.
- Pantalone: Quan chấp hành thứ 9 của Fatui, còn được gọi là "Regrator". Anh là người giàu có nhất trong 11 Quan Chấp Hành, đầy kiêu ngạo, có sự nhìn nhận độc báo về tiền bạc và muốn biến Snezhnaya trở thành "trái tim bơm tiền cho cả thế giới".
- Tartaglia: Quan chấp hành thứ 11 của Fatui, còn được gọi là "Childe". Khi còn nhỏ, Tartaglia là một đứa trẻ rụt rè nhưng luôn mơ ước trở thành một nhà mạo hiểm. Sau khi vô tình rơi xuống Vực Sâu và gặp gỡ và được rèn luyện võ thuật bởi một nữ chiến binh bí ẩn tên Skirk, tính cách của anh đã thay đổi mạnh mẽ. Anh là một chiến binh được tôi luyện đến đỉnh cao dưới vỏ bọc một thanh niên tốt tính, dễ gần. Đối với anh, chiến đấu và trở nên mạnh mẽ hơn chính là thứ mà anh luôn theo đuổi. Tuy rất hiếu chiến, nhưng Childe luôn xem gia đình là tất cả. Tên thật của anh là Ajax.[12][13][14]

### Hội phù thủy Hexenzirkel (Hội Ma Nữ)
- Alice: Mẹ của Klee, là nhà thám hiểm nổi tiếng đã sáng tác quyển Hướng Dẫn Du Ngoạn Teyvat. Cô là một chiêm tinh học tài năng với các kỹ năng bao gồm thuật giả kim, chiêm tinh học, kỹ thuật, ma thuật và y học. Ngoài ra, cô còn là một "lão làng" trong hội Hexenzirkel, một tổ chức phù thủy thần bí mà cả Mona và sư phụ của cô cũng là thành viên. Alice mang biệt hiệu "A".
- Barbeloth: Sư phụ của Mona và là một bậc thầy trong thuật bói nước. Bà là bạn, cũng đồng thời là đối thủ với Alice, khi chỉ có tài năng trong chiêm tinh học trong khi Alice lại thông thạo nhiều lĩnh vực pháp thuật khác nhau. Barbeloth mang biệt hiệu "B".
- Rhinedottir: Còn được biết đến là "Gold", là một nhà nghiên cứu, nhà giả kim xuất chúng đến từ Khaenri'ah và là người nắm giữ "Thuật Đất Đen" - thuật giả kim tạo ra sinh mệnh. Bà được biết đến với kiệt tác của mình, rồng Durin và Albedo. Từ đó, Rhinedottir trở thành sư phụ của Albedo và dạy lại cho anh các kiến thức giả kim đến từ Khaenri'ah, bao gồm cả "Thuật Đất Đen". Với cái tên "Gold", bà được mệnh danh là "Kẻ Tội Đồ Vĩ Đại" vì đã tạo ra vô số ma vật càn quét Teyvat trong trận đại hồng thủy 500 năm trước. Rhinedottir mang biệt hiệu "R".
- Nicole: Một nhà tiên tri và là một người phụ nữ xuất chúng. Cô thường đưa ra phương hướng dẫn lối cho những ai cần mỗi khi Teyvat có những biến động lớn bằng thói quen nói chuyện trong đầu họ mà không báo trước. Là người nghiên cứu "phương hướng và trật tự của Teyvat", cô là thực thể duy nhất cho tới nay hiểu rõ về cách Teyvat vận hành. Nicole mang biệt hiệu "N".
- Andersdotter: Một pháp sư người thường, là tác giả của bộ truyện nổi tiếng "Công Chúa Heo Rừng". Bà được đánh giá là một nhà văn xuất sắc. Khi về già, bà đã nói với hội rằng vì tuổi thọ của mình ngắn hơn mọi người, bà mong rằng sách truyện của mình có thể bầu bạn với mọi người, và còn có thể bầu bạn với con cháu của họ nữa. Andersdotter mang biệt hiệu "M".
- I.Ivanovna N.: Thành viên đầu tiên của hội Hexenzirkel kết hôn vào đúng Lễ Hội Hoa Gió. Sau khi kết hôn, bà đã rời hội nhưng vẫn luôn giữ liên lạc với các thành viên. Bà đã qua đời từ nhiều thế kỉ trước nhưng có khá nhiều người thừa kế, tiêu biểu và gần đây nhất là Scarlett, nhân vật đã xuất hiện trong sự kiện "Hơi Thở Hoa Gió". I.Ivanovna N. mang biệt hiệu "J".

### Các nhân vật khác
- Paimon: Một NPC trong Genshin Impact, đồng thời là người đồng hành cùng Nhà lữ hành trong suốt cuộc phiêu lưu của họ ở Teyvat với tư cách là người hướng dẫn. Cô gặp Nhà lữ hành khi được câu từ dưới biển lên, trong đó cô nói rằng cô sẽ chết đuối nếu không được câu ra. Cô là người rất thích ăn, không biết bơi và có sở thích đặt biệt danh cho một người nếu không thích người đó. Mỗi khi phải giới thiệu bản thân, Paimon thường bị Nhà lữ hành chọc là  "Thức ăn dự trữ".
- Thần Vô Danh: Tự xưng là "Người duy trì Thiên Lý". Được miêu tả là một người người phụ nữ bí ẩn xuất hiện ở đầu trò chơi. Cô chính là người trực tiếp khiến cho hai anh em nhà lữ hành lạc mất nhau.
- Dainsleif: Người gác đền, xuất thân từ vùng đất bị sụp đổ - Khaenri’ah. Nhiều nguồn tin cho rằng anh có thể sánh ngang với với các vị thần và có mục tiêu muốn tạo dựng lại Khaenri’ah. Trong suốt quá trình chơi, chúng ta có thể thấy rằng Dainsleif luôn nhắc lại truyền thuyết 500 năm lịch sử của Teyvat. Dainsleif và Thần Vô Danh có quan hệ thù địch với nhau nhưng anh cũng luôn giấu chuyện của mình với Nhà lữ hành rằng anh có sự xích mích tới Sứ đồ vực sâu khi anh và Sứ đồ đều cùng là thần dân của vùng đất sụp đổ trước kia.
- Skirk:
- Aloy: Chiến binh từ thế giới khác bị lạc đến Mondstadt. Cô là nhân vật chính trong series game Horizon Zero Dawn.